# 温德姆环球公司
溫德姆环球公司 （Wyndham Destination）是美國的一家分时度假公司，旗下拥有温德姆度假酒店 （Wyndham Vacation Resort）、世誉度假村 （Worldmark by Wyndham）等多个度假品牌，總部位於佛罗里达州奥兰多。

## 历史
截至2019年12月31日，Wyndham Destinations拥有约230个度假屋。。